# Swobodny lot (film 1994)
Swobodny lot (ang. Freefall) – amerykański thriller z 1994 roku w reżyserii Johna Irvina. Wyprodukowany przez Vidmark Entertainment. Zdjęcia kręcono w Nowym Jorku i Johannesburgu.

## Opis fabuły
Katy (Pamela Gidley) próbuje sfotografować zagrożony wyginięciem gatunek sokoła. W górach spotyka tajemniczego Granta Oriona (Eric Roberts). Kobieta jest nim oczarowana. Wkrótce zostaje wciągnięta w niebezpieczną intrygę. Okazuje się, że jest w nią zamieszany zarówno nieznajomy, jak i jej narzeczony Dex (Jeff Fahey).

## Obsada
- Eric Roberts jako Grant Orion
- Jeff Fahey jako Dex Dellum
- Pamela Gidley jako Katy Mazur
- Ron Smerczak jako John Horner
- Anthony Fridjohn jako Raul
- Warrick Grier jako Albino
- Leslie Fong jako Hustler
- Ted Le Plat jako Ed Jacobs
- Lucky Shabangu jako Nivu
- James Whyle jako Francisco
- Terry Norton jako Susan
- Patrick Bands jako Chad

i inni